# Tamoya gargantua
La Tamoya gargantua è una cubomedusa della famiglia Tamoyidae. 

## Descrizione
La T. gargantua ha una campana che può arrivare a misurare 22 cm di altezza e 13 cm di diametro: sono dimensioni importanti fra le cubomeduse e le hanno valso il suo nome. L'ombrello è trasparente, con ai quattro angoli della base quadrata, delle piccole estensioni muscolari (pedalia) biancastre e somiglianti a verruche, separati da una membrana con motivi come un merletto. 
Da ogni pedalium nasce un tentacolo di una ventina di centimetri di lunghezza. La puntura procura un dolore forte e duraturo.

## Distribuzione e habitat
Le meduse adulte sono pelagiche, occasionalmente si avvicinano alle coste degli oceani Indiano e Pacifico occidentale, frequenti nel Golfo Persico e nel Mar Rosso. Vive nelle insenature poco profonde. Gli esemplari giovani si avvicinano alla superficie nottetempo, mentre rimangono sul fondo di giorno. La T. gargantua potrebbe essere conspecifica con l'atlantica T. haplonema (Richmond, 1997).
La T. gargantua descritta da Haeckel proveniva dalle isole Samoa e sia Bigelow che altri naturalisti coincidono nell'identificare in questa specie la T. bursaria e le varie T. alata precedentemente descritte nell'Indo-Pacifico. Il nome T. haeckeli è un sinonimo inventato per distinguere la specie dalla T. gargantua "sensu" Lesson (1829), differente nella descrizione e non appartenente al genere Tamoya.